# Schlacht von Barnet
St Albans – Blore Heath – Ludlow – Northampton – Wakefield – Mortimer’s Cross – St Albans – Ferrybridge – Towton – Hedgeley Moor – Hexham – Edgecote Moor – Losecote Field – Barnet – Tewkesbury – Bosworth Field – Stoke
Die Schlacht von Barnet fand im Rahmen der Rosenkriege am 14. April 1471 zwischen Eduard IV. und Richard Neville, 16. Earl of Warwick statt und endete mit einem Sieg Eduards.

## Ablauf der Schlacht
Die Schlacht wurde letztlich durch einen fatalen Irrtum entschieden: Gleich zu Beginn hatte das für Lancaster kämpfende Kontingent des Earl of Oxford den linken Flügel der Yorkisten überrannt und bis nach Barnet zurückgetrieben, was jedoch alle anderen Teilnehmer der Schlacht wegen des dichten Nebels nicht bemerkten. Als Oxfords Männer von Barnet auf das Schlachtfeld zurückkamen, verwechselten daher Warwicks Männer deren Emblem der Standarte, einen silbernen Stern, mit der „Sonne von York“, dem des gegnerischen Heeres unter Edward IV., und griffen die Verbündeten an. Das entstandene heillose Durcheinander wurde von dem inzwischen neu formierten Gegner zum Angriff genutzt. Warwick wurde getötet, seine Truppen zerschlagen.

## Auswirkungen der Schlacht
Bevor sich das Heer des Earl of Warwick mit den gerade in England gelandeten Truppen der Königin Margarete, der Ehefrau Heinrichs VI., vereinigen konnte, wurde es von Eduards IV. Heer gestellt und trotz dessen Unterzahl besiegt. Mit Warwicks Tod fehlte dem Haus Lancaster der einflussreiche sowie populäre strategische Kopf des „Königmachers“. So fiel es den Yorkisten leichter, drei Wochen später Margaretes Heer bei Tewkesbury vernichtend zu schlagen.

## Gedenken
Ein 1741 durch Sir Jeremy Sambroke initiierter, ursprünglich ca. 200 m südlich des heutigen Standplatzes auf dem mutmaßlichen Ort des Todes des Earl of Warwick errichteter Obelisk dient dem Gedenken mit der Inschrift: Hier wurde geschlagen die berühmte Schlacht zwischen Edward IV. und dem Earl of Warwick am 14. April ANNO 1471, in welcher der Graf besiegt und getötet wurde.
Weitere Reminiszenz ist das im oberen Teil mit weißer und roter Rose sowie zwei gekreuzten Schwertern versehene Wappen des 31. Londoner Bezirks Borough of Barnet.